# Bolivia TV
Bolivia TV (BTV), també coneguda popularment com Canal 7, és la cadena de televisió pública de l'Estat Plurinacional de Bolívia. Va donar inici a les seves emissions el 30 d'agost de 1969 i és propietat de l'Estat bolivià per mitjà del Ministeri de la Presidència, el qual opera a través de l'Empresa Estatal de Televisió (EET).
Creada en reemplaçament de l'anterior estació pública, Televisión Boliviana (TVB), va ser líder en audiència en ser l'única cadena de televisió legal al país fins al 1984, quan es van legalitzar les estacions de televisió privades al territori bolivià.

## Història
L'1 d'agost de 1978 TVB va iniciar les seves transmissions al sistema NTSC en color compatible amb el sistema de transmissió en blanc i negre, malgrat que a partir del 1976 algunes produccions estrangeres ja es podien veure en color al país.
Des de l'assumpció de la presidència pel primer govern d'Evo Morales, el gener de 2006, la cadena va experimentar canvis profunds. Un dels seus projectes va ser l'inici de les emissions en alta definició per primera vegada al país. Des del 2007, la cadena va establir una aliança amb la televisió pública japonesa NHK per a l'emissió de documentals. Tot i això, a causa dels costos de mantenir l'aliança pel baix pressupost que patia la cadena, van ser retirats de la graella. També algunes produccions de Telesur que s'emetien per TVB van ser llevades.
El Decret Suprem N° 0078 va determinar la creació de l'Empresa Estatal de Televisió anomenada «Bolívia TV», determinant-ne la naturalesa jurídica i establint-ne les atribucions amb domicili legal a la ciutat de La Paz. El director general és designat pel ministre de la Presidència mitjançant una resolució ministerial.
Des de finals de setembre de 2011, BTV va començar les seves emissions a la televisió digital terrestre pel canal 16 UHF de La Paz, des dels estudis de La Ceja d'El Alto. Un mes després va llançar el seu propi senyal en alta definició, convertint-se en la primera cadena a Bolívia a transmetre en aquest sistema de vídeo.
Amb motiu de les protestes a Bolívia de 2019, el 10 de novembre des de les 12.00 fins a les 16.30 Bolívia TV va tallar les seves emissions i les va reemplaçar amb una carta d'ajust amb el logotip de la cadena. Més endavant va transmetre des del Chapare el comunicat de renúncia d'Evo Morales i Álvaro García Linera que exercien com a President i Vicepresident respectivament. Després de l'autoproclamació coma presidenta de Jeanine Áñez, la cadena va tornar en antena.